# Надгробни споменик Марка Кулића
Надгробни споменик народног хероја Марка Кулића налази се на Православном гробљу у Панчеву, парцела бр. 5, VI ред, гробно место бр. 1. и представља непокретно културно добро као споменик културе.
Направљен је од камена, грубо клесаног и симболизује држање Марка Кулића пред окупаторима, издржао је сва мучења, а није одао своје саборце. Марко Кулић био је један од организатора устанка у Панчеву и првоборац. На предњој страни споменика исписан је кратак текст: „НАРОДНИ ХЕРОЈ МАРКО КУЛИЋ 1914 – 1941.“